# È l'uomo per me/So che non è così
È l'uomo per me/So che non è così è il 60° singolo di Mina, pubblicato a marzo del 1964 su vinile a 45 giri dall'etichetta Ri-Fi.

## Il disco
Ne esiste una versione promozionale per jukebox (NON in vendita) con identico numero di catalogo.
È stato ristampato più volte con la colorazione dei bordi della copertina che sbiadisce dall'arancione della prima versione al quasi rosa delle http://minamazzinimedia-4b71.kxcdn.com/m/disco/800x800/RFN_16050_010.jpg. Nell'edizione per il mercato brasiliano il colore dei bordi è verde. La versione stampata in Germania ha una copertina completamente diversa e come lato B Città vuota.
Arrangiamenti, orchestra e direzione orchestrale di Augusto Martelli.

## Storia
Secondo singolo pubblicato con la Ri-Fi, unica casa discografica disposta a dar fiducia alla cantante durante il periodo di accanimento mediatico nei suoi confronti (con conseguente cacciata dalla Televisione di Stato), per la scandalosa relazione con Corrado Pani, già sposato, e per la successiva nascita del figlio Massimiliano.

RiFi è la nuova etichetta per cui Mina incide le novità, mentre Italdisc ormai si accontenta di vecchie registrazioni inedite o di raccolte di materiale già stampato all'epoca del sodalizio con la cantante.
I brani È l'uomo per me e Città vuota, quest'ultimo pubblicato a dicembre 1963 nel primo singolo della Ri-Fi ristampato a febbraio, sono le due canzoni che maggiormente contribuirono al rilancio dell'immagine personale e musicale dell'artista e al suo rientro in televisione dopo l'allontanamento imposto da ipocriti chiesaiuoli.
L'enorme successo dei due singoli e dell'album che li conterrà (Studio uno sarà il più venduto del 1965), il precedente bagno di folla entusiasta ai concerti per il rientro sulle scene alla Bussola di Focette in Versilia durante l'estate 1963, la costante presenza di Mina nei caroselli per l'Industria Italiana della Birra, girati a fine 1962 e messi in onda tra aprile e agosto 1963 dalla stessa televisione che l'aveva bandita, testimoniano il rapporto di stima tra l'artista e il suo pubblico, che non l'aveva abbandonata in un difficile periodo della vita e della carriera.

## Successo e classifiche
Nel maggio del 1964 È l'uomo per me conferma la leader-ship di Mina nella hit-parade, con l'intero mese al primo posto, contemporaneamente alla terza piazza di tre settimane ottenuta con Città vuota.
| Classifica 1964      | Posizione | Settimane |
| -------------------- | --------- | --------- |
| 11 aprile            | 10        | 1         |
| 18 aprile            | 4         | 1         |
| 25 aprile            | 3         | 1         |
| 2 maggio - 27 giugno | 1         | 9         |
| 4 luglio             | 5         | 1         |
| 11 luglio            | 6         | 1         |
| 18 luglio            | 5         | 1         |

| Data        | Posizione | Settimane |
| ----------- | --------- | --------- |
| 25 luglio   | 8         | 1         |
| 1 agosto    | 7         | 1         |
| 8 agosto    | 9         | 1         |
| 15 agosto   | 12        | 1         |
| 22 agosto   | 10        | 1         |
| 29 agosto   | 7         | 1         |
| 5 settembre | 9         | 1         |

Entra direttamente tra le prime dieci per rimanervi per circa 6 mesi, con 9 settimane consecutive al primo posto e 13 in totale tra le prime 5.
Tra i singoli più venduti alla fine del 1964 sarà il 7º, ancora meglio di Città vuota, solo 9º.

## È l'uomo per me
Cover di He Walks Like a Man, primo successo discografico (1964) della cantante country statunitense Jody Miller, inserita da Mina nell'LP Studio uno del 1965. Musicalmente la cover ha l'insolita particolarità di avere un inciso completamente differente rispetto all'originale.
Nel 1965 Graziella Caly con il complesso gli Enigmisti incide un 45 giri con la versione italiana (Nuova Enigmistica Tascabile, N. 506), testo di Vito Pallavicini e Gaspare Abbate.

### Video
Una registrazione dal vivo del brano intero (durata 2:25) per la prima puntata della trasmissione Johnny 7 del 2 luglio 1964 è presente nel DVD Gli anni Rai 1962-1965 Vol. 9, inserito in un cofanetto monografico di 10 volumi pubblicato da Rai Trade e GSU nel 2008.
Un frammento (durata 0:38) tratto da un medley per la 3ª puntata di Senza rete (programma televisivo) dell'11 luglio 1968
 è invece disponibile sul DVD Gli anni Rai 1967-1968 Vol. 5.
La canzone è usata come sottofondo per i titoli iniziali del film Due partite del 2009 diretto da Enzo Monteleone, che racconta le angosce dell'universo femminile degli anni sessanta, paragonate a quelle che vivono le figlie delle quattro protagoniste trenta anni più tardi. Significativa la scelta di brani di Mina (che nel finale canta anche Se telefonando sui titoli di coda, senza comparire mai nel film), per introdurre lo spirito e rappresentare l'atmosfera sociale di un'epoca.

### Edizione spagnola
Nel 1964, Mina incide la versione in spagnolo, intitolata Mi hombre será (non è noto l'autore del testo) per l'EP El crossfire (Belter 51.374), che verrà inserita nella raccolta Mina latina del 1998.

## So che non è così
Uno dei pochi brani di Bruno Martelli scritti insieme al figlio Augusto, pianista ed arrangiatore, nonché futuro compagno di Mina nella vita.
Nel 1964, Mina incide la versione in spagnolo, intitolata Se que no es así (non è noto l'autore del testo) per l'EP El crossfire (Belter 51.374), nella raccolta Mina latina del 1998. La versione italiana è stata pubblicata in Spagna sull'EP del 1964 Città vuota (Belter 51.405).

## Tracce
Lato A
1. È l'uomo per me (He Walks Like a Man) – 2:20 (testo: Gaspare Gabriele Abbate, Vito Pallavicini – musica: Diane Hildebrand; edizioni musicali Connelly / Peer)

Lato B
1. So che non è così – 2:16 (testo: Alberto Testa – musica: Augusto Martelli, Bruno Martelli; edizioni musicali Caroan)